# Adapsilia brevispina
Adapsilia brevispina är en tvåvingeart som beskrevs av Malloch 1934. Adapsilia brevispina ingår i släktet Adapsilia och familjen Pyrgotidae. Inga underarter finns listade i Catalogue of Life.